# Biolave

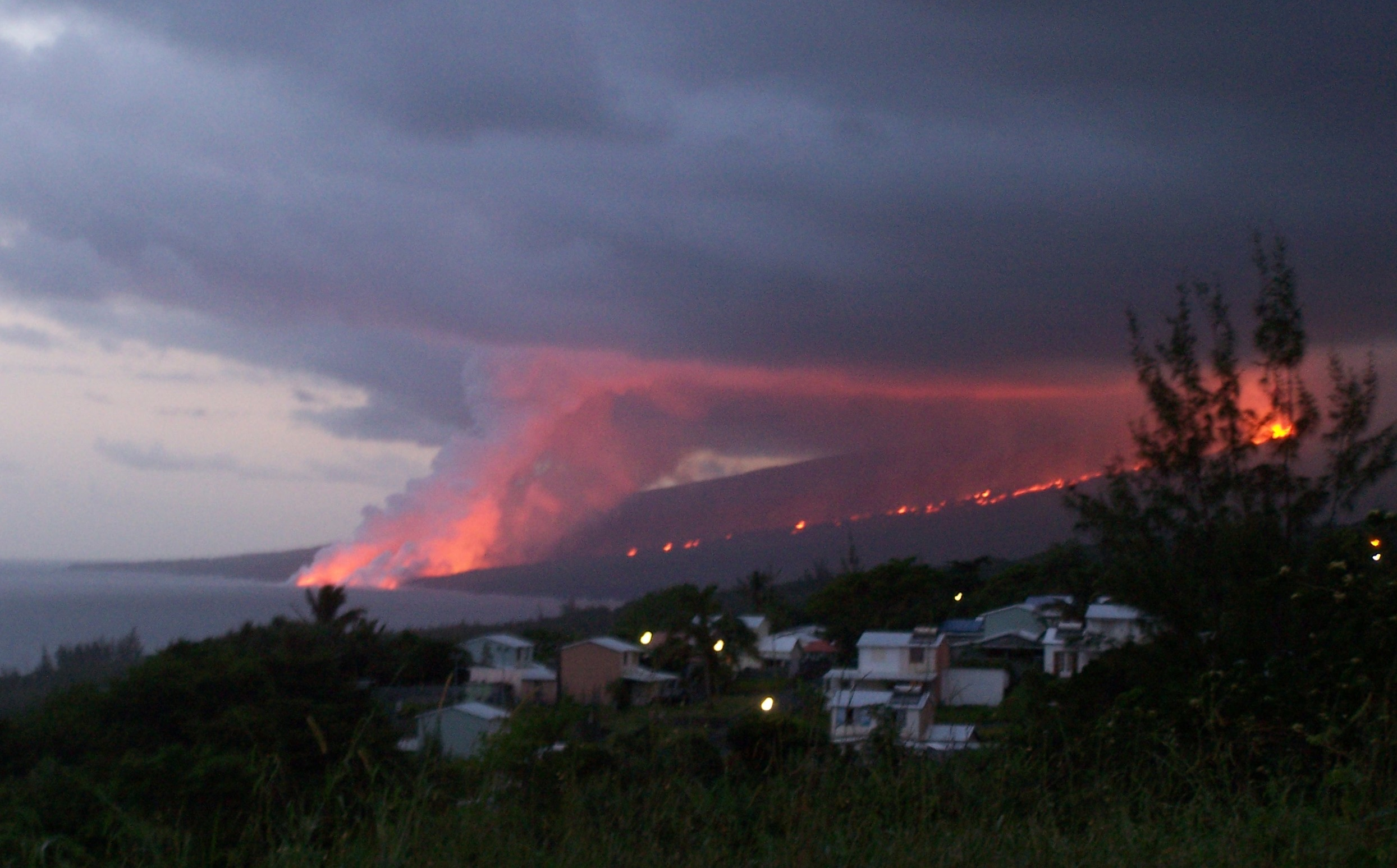
L'Éruption du Piton de la Fournaise en avril 2007 au moment du contact entre la lave et la mer.

BIOLAVE (BIOlogie des coulées de LAVE sous-marines) est le nom d'une campagne scientifique menée à l'île de la Réunion à partir de 2011, visant à étudier les retombées écologiques des grands écoulements de lave volcanique du Piton de la Fournaise dans l'océan Indien, sur la côte sud-est de l'île.
Le projet a été piloté par l’Agence pour la Recherche et la Valorisation Marine. 

## Historique des coulées
Au total, depuis 1650, date des premières observations dont il subsiste des traces écrites, près de 300 éruptions ont été enregistrées ; elles ne le sont systématiquement que depuis le milieu du XXe siècle. Seule une petite partie de ces éruptions a rejoint la mer : 
- l'éruption de mars à avril 1977[2] ;
- une éruption de 2002[3] ;
- l'éruption d'août 2004[4] ;
- enfin la plus célèbre et la plus récente, la grande éruption de 2007, du 2 avril au 1er mai 2007, qui a déversé dans l’océan avec un débit impressionnant 130 millions de m3 de roches en fusion[2].

## Exploration scientifique
L’expédition scientifique s’est tenue entre les mois de novembre 2011 et février 2012 à partir du port de Sainte-Rose. 
L'exploration des coulées s'est fait selon trois méthodologies, en fonction de la profondeur : 
- La zone entre 0 et 30 mètres a pu être explorée par les scientifiques en scaphandre autonome (parcours aléatoire pendant 15 minutes par tranche de 10 mètres) ;
- La zone entre 30 et 80 mètres a été explorée par des plongeurs professionnels spécialisés dans les grandes profondeurs ;
- La zone entre 80 et 700 mètres a fait l’objet de pêches à la ligne et au casier[2].

Les données récoltées ont mobilisé une équipe de scientifiques internationaux, qui ont pu identifier plus de 1 200 espèces issues de cette campagne. 
Les données de l’inventaire de biodiversité marine du programme BIOLAVE ont été bancarisées dans le cadre du TIT Biodiversité de l’IFRECOR. 

## Biodiversité
Au contact de l'eau, la lave se solidifie rapidement en roche basaltique, au départ parfaitement stérile. Cependant, la colonisation par la biodiversité est rapide, et suit une succession assez rigoureuse qui constitue un objet d'étude extrêmement précieux pour les biologistes. Après une première colonisation bactérienne en grande partie invisible, les premiers êtres à se développer (au bout d'un an) sur les coulées sont des hydraires (Sertulariidae à stolons), cédant ensuite la place à des algues. Dans les zones propices, des coraux prennent ensuite le relai, d'abord des espèces pionnières comme les Pocillopora, puis des espèces plus massives comme des Faviidae ou Poritidae. La diversité corallienne est particulièrement spectaculaire sur la coulée de 1977, et peut-être un record pour l'île, avec également un taux de couverture corallienne impressionnant, de l'ordre de 75 % (contre à peine 30 % sur la barrière de corail située à l'ouest de l'île). 
Plus de 1 200 espèces ont été recensées au total pour l'ensemble du projet, dont 126 seraient nouvelles pour la Réunion et 13 pour la science. En particulier, les perturbations de l'eau ont eu pour effet de faire remonter un certain nombre d'espèces abyssales, et ainsi de permettre leur récolte par les scientifique, par exemple les poissons Caelorinchus flabellispinis et Argyripnus hulleyi. 

### Algues
98 espèces de diatomées marines ont été identifiées au cours des missions, appartenant à 38 genres différents, réparties entre les Coscinodiscophycées (six ordres), Fragilariophycées (5 ordres) et Bacillariophycées (6 ordres). 

### Éponges
23 espèces d'éponges ont été identifiées, appartenant à 18 genres différents distribués dans 17 familles. 

### Octocorauxet gorgones
20 espèces d'octocoraux et gorgones ont été identifiées, appartenant à 9 genres différents distribués dans 5 familles.

### Crustacés
69 espèces de crustacés décapodes ont été identifiées, dont 18 sont nouvelles pour la Réunion. Cette faune représente 11% des espèces connues de l'île, mais ne diffère pas sensiblement de la faune réunionnaise habituelle pour ce genre de milieu. 
Nouveaux signalements de crustacés décapodes identifiés avec certitude : 
- Anapagrides reesei
- Carupella natalensis
- Coralliocryptus caementa
- Dardanus pedunculatus
- Lophozozymus pulchellus
- Lybia plumosa
- Neoliomera sabaea
- Nucia speciosa
- Oreotlos pala
- Petrolisthes tomentosus
- Pilodius spinipes
- Pylopaguropsis lewinsohni

### Échinodermes
45 espèces d'échinodermes ont été identifiées, appartenant à 32 genres différents distribués dans 23 familles : 
- 22 ophiures
- 13 oursins
- 6 holothuries (dont une nouvelle pour la Réunion : Chiridota stuhlmanni)
- 6 étoiles de mer
- 2 crinoïdes

Seuls les oursins ont semblé plébisciter les sites récents, les autres échinodermes étant plutôt moins abondants sur les coulées les plus jeunes. 

### Ascidies
4 espèces d'ascidies ont été identifiées, appartenant à 4 genres différents distribués dans 2 familles. 

### Poissons

#### Colonisation des coulées
Les études montrent que les coulées les plus récentes sont aussi celles qui hébergent la faune ichtyologique la plus originale, et surtout le plus grand nombre d'espèces endémiques.

#### Éruption de 2007
L'éruption de 2007 a été suivie d'une récolte des poissons tués ou désorientés par les perturbations volcaniques de l'eau, comprenant notamment des espèces abyssales (vivant pour une bonne partie entre -100 et -1 000 m de profondeur), remontées dans la colonne d'eau et préservées de la prédation par la toxicité de l'eau. Sur 400 spécimens récoltés, 81 espèces différentes ont été identifiées, dans 42 genres distincts. 47 espèces étaient nouvellement observées à la Réunion, et 12 espèces seraient nouvelles pour la Science.
Espèces nouvelles pour la science : 
- Argyripnus hulleyi (Sternoptychidae)[11].
- Chromis durvillei (Pomacentridae)[12]
- Symphysanodon pitondelafournaisei (Symphysanodontidae)[13]

Premiers signalements pour la Réunion : 
- Dysomma anguillare
- Argyropelecus hemigymnus
- Polyipnus indicus
- Valenciennellus tripunctulatus
- Pollichthys mauli
- Photichthys argenteus
- Benthosema fibulatum
- Bolinichthys supralateralis
- Ceratoscopelus warmingii
- Diaphus knappi
- Idiolychnus urolampus
- Lampanyctus nobilis
- Lampanyctus pusillus
- Neoscopelus macrolepidotus
- Gadella jordani
- Physiculus argyropastus
- Brotula multibarbata
- Pyramodon ventralis
- Aulotrachichthys sajademalensis[14]
- un Myripristis  sp.
- Sargocentron tiereoides
- Antigonia rubescens
- Setarches longimanus
- Neocentropogon profundus
- Paraheminodus murrayi
- Satyrichthys investigatoris
- un Onigocia sp.
- un Apogon sp. et un autre Apogonidae non identifié,
- un Epigonus
- Sphyraenops bairdianus
- un Synagrops sp. et un autre Acropomatidae non identifié,
- Pterycombus petersii
- Chromis axillaris[12]
- un Gobiidae non identifié
- Benthodesmus elongatus
- Thamnaconus modestoides
- Canthigaster inframacula
- un Canthigaster sp.
- Tylerius spinossimus
- Cyclichthys spilostylus

Espèces abondantes parmi les remontées abyssales, par ordre d'abondance : 
- Sphyraenops bairdianus (Epigonidae)
- Neoscopelus macrolepidotus (Neoscopelidae)
- Diaphus knappi (Myctophidae)

## Publications scientifiques
- (en) Mayalen Zubia et al., « Diversity and assemblage structure of tropical marine flora on lava flows of different ages », Aquatic Botany, vol. 144,‎ 2018, p. 20-30 (DOI 10.1016/j.aquabot.2017.10.005, lire en ligne).
- (en) Michael Schleyer et al., « Benthos on submerged lava beds of varying age off the coast of Reunion, western Indian Ocean: sponges, octocorals and ascidians Benthos on submerged lava beds of varying age off the coast of Reunion, western Indian Ocean: sponges, octocorals and ascidians », Biodiversity, vol. 17, no 3,‎ 2016 (ISSN 1488-8386, DOI 10.1080/14888386.2016.1190669, lire en ligne).
- (en) Stéphanie Bollard, Jean-Pascal Quod, Emilie Boissin, Lénaïg Hemery et Chantal Conand, « Biodiversity of echinoderms on the underwater lava flows with different ages from the volcano Piton de La Fournaise (Reunion Island, Indian Ocean) », Cahiers de Biologie Marine, vol. 54, no 4,‎ 2013, p. 491-497 (lire en ligne).
- Patrick Durville, Thierry Mulocheau, Alain Barrere, Jean-Pascal Quod, Jérôme Spitz, Jean-Claude Quero et Sonia Ribes, « Inventaire des poissons récoltés Lors de l’éruption volcanique d’avril 2007 du Piton de la Fournaise (île de la Réunion) », Annales de la Société des Sciences Naturelles, vol. 9, no 9,‎ 2009, p. 948-956 (lire en ligne)
- Poupin, J., Quod, J.-P., Zubia, M., Bollard, S., Barrère, A. & Magalon, H., « Les crustacés de La Réunion (Crustacea, Decapoda) dans la zone marine du Piton de la Fournaise », Rapport scientifique de l'IRENAV,‎ 2013 (lire en ligne).